# El Sauce
El Sauce é um município localizado no departamento de La Unión, em El Salvador.